# Hurston (krater)
Hurston är en nedslagskrater med en diameter på 52 kilometer, på planeten Venus. Hurston har fått sitt namn efter den amerikanska författaren Zora Neale Hurston.